# Zoé Lucie Betty de Rothschild

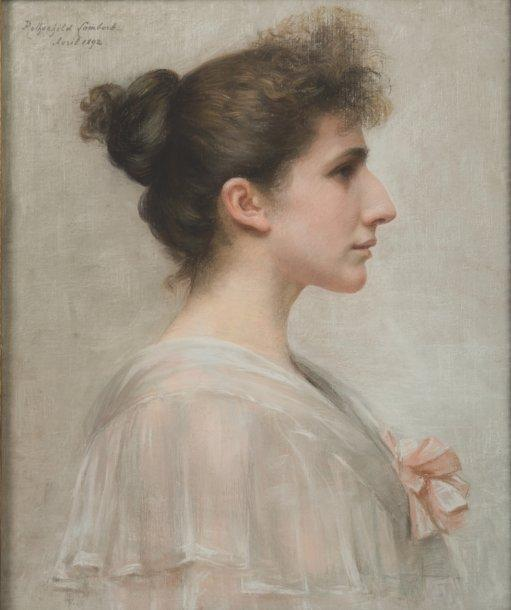
Lucie Lambert – Porträt von Zoés Cousine Baronin Hélène de Zuylen de Nyevelt

Zoé Lucie Betty de Rothschild (* 25. Februar 1863 in Paris; † 16. August 1916 ebenda) spielte eine Rolle im aristokratischen und mondänen Leben in Frankreich und in Belgien. Sie war eine Kunstmalerin und Zeichnerin, bekannt unter dem Namen Lucie Lambert. Sie vertritt die vierte Generation der Rothschild-Dynastie des Begründerpaares Mayer Amschel Rothschild und Gutle Schnapper aus dem jüdischen Ghetto in Frankfurt am Main.

## Leben
Lucie Lambert war die Tochter von Baron Gustave de Rothschild (1829–1911) und Cécile Anspach (1840–1912). Sie heiratete im Jahr 1882 in Paris den Bankier Léon Lambert (1851–1919). Dieser Ehe entsprangen vier Kinder, darunter Betty Lambert (1894–1969).
Zoé Lucie Betty de Rothschild (Lucie Lambert) malte und zeichnete Porträts, vor allem im familiären Umfeld und in Kreisen, in denen sie frequentierte oder die sie in ihrem eigenen Salon in Brüssel empfing. Beispiele ihres Schaffens sind:
- 1892: Porträt von Hélène de Zuylen de Nyevelt de Haar, Pastellfarbe auf Leinwand, Privatbesitz
- 1900: Porträt von Édouard Fétis (1812–1909), Pastellfarbe auf Papier, signiert und datiert, Brüssel, Musées royaux des beaux-arts de Belgique[2]
- 1907: Porträt von Reynaldo Hahn, Pastellfarbe auf geöltem Papier, Paris, Bibliothèque nationale de France, département des Arts du spectacle
- 1911: Porträt von Monseigneur Duchesne, Pastellfarbe, signiert und datiert